# Arena Three
Arena Three fue una publicación mensual británica fundada por Esme Langley y Diana Chapman en 1964. Fue escrita por y para lesbianas y publicada por la organización Minorities Research Group (MRG) de 1964 a 1971.

## Historia
Arena Three surgió de la necesidad de crear una revista específica para lesbianas que pudiera fomentar la afiliación al MRG fuera de Londres. El nombre fue elegido por su neutralidad y para no despertar sospechas sobre la naturaleza de su contenido. El primer número de Arena Three se publicó en la primavera de 1964 y rápidamente creció en número de lectoras. En julio de 1965 tenía más de 600 suscriptoras.
Debido a la preocupación por las leyes de moralidad pública, Arena Three no se vendió al público en general sino que dependía de los ingresos de las suscripciones privadas. Como consecuencia, la revista tuvo dificultades para encontrar vías de publicidad debido a la naturaleza de su contenido.
Desde el principio, la publicación también sufrió tensiones importantes dentro de la organización. En 1970, los ingresos de Arena Three eran nefastos y, tras una revitalización dirigida en parte por la presentadora de televisión y activista LGBT Jackie Forster, volvió a ser rentable. En 1971, los desacuerdos internos habían llegado a un punto de ruptura. Esmé Langley decidió poner fin a la publicación tras llevarse los activos financieros de Arena Three al extranjero. Las nuevas integrantes de la revista se reagruparon bajo la dirección de Foster para crear la organización Sappho.

## Contenido
La revista publicaba artículos sobre las causas del lesbianismo, las relaciones entre lesbianas y la vida y el bienestar general como lesbiana. Contaba con un foro de debate público en forma de cartas de las lectoras y publicaba poesía, relatos cortos y reseñas de libros de interés.

## Membresía
Arena Three fue escrita y dirigida a lesbianas de clase media en la treintena. La membresía de MRG estaba abierta tanto a hombres como a mujeres, independientemente de su sexualidad, y se suscribieron varios hombres homosexuales, trabajadores sociales y psiquiatras. Se documentaron cuestiones de clase dentro de la revista. Un cuestionario realizado a las personas suscritas en 1964 mostró que la enseñanza y la enfermería eran ocupaciones predominantes, debido en parte a que ambas profesiones desaconsejaban el matrimonio. Para 1971, el 40% de sus lectoras se identificaba como “profesional”. Un número significativo de lectoras también había tenido relaciones con hombres, y el 40% había estado casada. Se calcula que el número de lectoras no superaba los 12.000 al mes, debido en parte a sus suscriptores internacionales.